# 白牙
『白牙』（しろきば、英: White Fang）は、アメリカ合衆国の小説家ジャック・ロンドンの小説。この小説は1906年5月から10月にかけてThe Outing Magazineに連載された。この話は 19世紀末のアラスカ州はクロンダイク・ゴールドラッシュの時代を生きる 狼犬がカナダの ユーコン準州 の判事の家で飼われるまでを、狼犬の視点で描いたものである。そうすることによって、ロンドンは動物が人間や自分たちの世界をどのように見ているかを体験させることができた。この作品は、同じ作者の、飼われていた犬が誘拐されたうえに野生化する『野性の呼び声』とは対照的な話となっている。
この作品には、自然界の残酷さだけでなく、『文化的そうな』人間たちの世界の残酷さも、等しくかつ時には具体的に描写しており、道徳や贖罪といったものがテーマに含まれている。
なお、この作品は何度も映画化された。実写映画のタイトルは『ホワイト・ファング』。その続編は『ホワイトファング2/伝説の白い牙』。アニメ映画のタイトルは『ホワイト・ファング ～アラスカの白い牙～』。日本でも『白い牙 ホワイトファング物語』としてアニメ化（テレビ放映）されている。

## あらすじ
狼犬の母と狼の父を持つ白牙は、狼の血が濃く猜疑心の強い仔犬であった。母の飼い主であるインディアンに拾われた白牙は、過酷な環境に鍛えられ、狡猾さと強靭さを兼ね備えた橇犬のボスに成長する。やがてその悪魔性に目をつけた白人に買われて闘犬となり、無敗の王者として君臨するようになる。しかしある日、品種改良と戦闘訓練を受けたブルドッグと対戦し、重傷を負わされる。瀕死の白牙は温厚な判事の息子に引き取られ、そこで初めて人の優しさに触れる。忠義の芽生えた白牙は、判事宅に押し入った賊を命がけで撃退し、家族の一員となったのであった。

## 登場人物
白牙
本作の主人公。人間に白い牙を剥き出して威嚇したことからこう呼ばれる。純粋なオオカミである父親（片目）とオオカミとイヌの混血である母親(キチー)の間に生まれ、四分の一イヌの血を引く。姿は父親に似て、オオカミそのもの。母の飼い主（正確には飼い主の弟だった）であるインディアン、グレイ・ビーバーに母と共に拾われ、橇犬として鍛えられる。その後、グレイ・ビーバーの手からビューティー・スミスの手に渡り、闘犬として見せ物にされていた。「戦うオオカミ」として連戦連勝であったが、ある時ブルドッグとの戦いで死の一歩手前まで追い込まれたところをウィードン・スコットに引き取られる。ウィードンの優しさに触れて初めて愛情とも呼べる感情を知り、以降彼に忠実な存在となる。ウィードンと共に極北の地から彼の生家へ赴き、其処で暮らす。ジム・ホールから彼とその家族達を守り、瀕死の重傷を負うも、手厚い看護の末に回復した。猜疑心及び独立心が強い。頭が良く、イヌとの戦いに長けている。人間の笑いを理解し、笑われる事を酷く嫌う。弱肉強食が行動の基本。ウィードンに忠実。白牙にとって彼の家族は「御主人の大切なもの」である故に彼も大切にし、使用人達は「御主人の所有物」であり、中立関係。子供の頃にインディアンの村で子犬達から爪弾きにされていた事からイヌ族が基本的に嫌い。だが、作品のラストでコリーとの間に子を為した様な描写もある。
片目
白牙の父親。灰色の毛に所々白いものが混じる年老いたオオカミで、右の目が潰れている。キチーとの間に白牙を含め五匹の子を為した（キチーとの間以外にも何度か子を為しているらしい）。老練なオオカミであったが、飢餓の時にオオヤマネコの雌と戦い、殺された。
キチー
キチェとも。白牙の母親。イヌの母とオオカミの父との間に生まれたオオカミ犬。橇犬の血を引く為、身体が大きく、毛の色も赤みがかった様な色（シナモン色等の描写がある）。グレイ・ビーバーの兄のイヌであったが、飢饉の際に逃げ出してオオカミの群れに入って橇犬や人間を襲っていた。片目との間に五匹の子を為し、飢餓を生き延びた白牙と共にグレイ・ビーバーのイヌとなる。後にグレイ・ビーバーからスリー・イーグルスに借りを返す為に譲られ、白牙と生き別れになる。その後も子を為したり、飢餓の際に村から逃げ出している描写がある。
グレイ・ビーバー
白牙の最初の飼い主。毛皮の靴や手袋を売りに行った先でウィスキー欲しさにビューティー・スミスに白牙を譲り渡してしまう。
ミト・サー
グレイ・ビーバーの息子。白牙を橇犬として鍛えた。
クルー・クーチ
グレイ・ビーバーの妻。
ビューティー・スミス
白牙の二番目の飼い主。醜男だが、反語的にビューティーとの渾名が付けられている（その他の渾名にスピン・ヘッドとも）。白牙を虐め抜いて凶暴性を顕在化させ、闘犬として見せ物にしていた。敗戦して瀕死の白牙を虐待したため、義憤に燃えるウィードン・スコットに制裁され、白牙を奪われる。
ウィードン・スコット
一流の金鉱探し。高山局長とも親友で、顔が利く。白牙に優しく接し、彼からの忠誠と愛情（とも呼べる感情）を得る。極北の地から白牙を家に連れて帰った。妹が二人、妻と子供が二人いる。
マット
極北の地でのウィードンの助手（使用人？）
スコット判事
ウィードンの父。ジム・ホールが無実であるとは知らず、重い刑を言い渡してしまう。その事が原因でジム・ホールに恨まれ、邸に押し入られかけた。
ジム・ホール
凶悪な脱獄囚。社会的にも恵まれない状況で育ち、心が歪められてしまったとされる。看守を歯で噛み殺して脱獄し、スコット判事に復讐しようとしたものの、白牙に噛み殺された。
リプ・リプ
白牙が子犬の頃、彼を虐めていたイヌ。後にミト・サーによって橇犬のリーダーにされ、誇りを傷つけられた（マッケンジー地方では橇犬のリーダーは他のイヌに背を向けて逃げている様にしか見えない為、他のイヌ達によってたかって虐められる事となる）。飢餓の為にインディアンの村から逃げ出したものの、同じく逃げ出していた白牙によって殺された。
チェロキー
ブルドッグ。飼い主は賭博師のティム・キーナン。白牙を死の一歩手前まで追い込む。
ディック
ディアハウンド。ウィードンの家で飼われていた。
コリー
シープドッグ。ウィードンの家で飼われていた。牝。その本能から外見がオオカミそのものである白牙を警戒し、威嚇していた。後に白牙との仲も良好となり、作品のラストでは白牙との間に生まれたと見られる子と共にいる描写がある。
ヘンリー
作品の冒頭に登場する男。
ビル
ヘンリーと共に作品の冒頭に登場する男。片目とキチーのいたオオカミの群れによって喰い殺されたと思われる。

## 映画

### 1991年版
続編は『ホワイトファング2/伝説の白い牙』

キャスト
| 役名                     | 俳優                             | 日本語吹き替え | 日本語吹き替え |
| 役名                     | 俳優                             | ソフト版       | NHK版          |
| ------------------------ | -------------------------------- | -------------- | -------------- |
| ジャック・コンロイ       | イーサン・ホーク                 | 松本保典       | 宮野真守       |
| アレクサンダー・ラーソン | クラウス・マリア・ブランダウアー | 玄田哲章       | 佐々木勝彦     |
| スカンカー               | シーモア・カッセル               | 寺島幹夫       | 佐々木梅治     |
| ベリンダ                 | スーザン・ホーガン               | 弥永和子       | 磯西真喜       |
| ビューティー・スミス     | ジェームズ・レマー               | 若本規夫       | 咲野俊介       |
| ルーク                   | ビル・モーズリー                 | 徳丸完         |                |

- その他声の出演（ソフト版）稲葉実、納谷六朗、城山堅、宇垣秀成、巴菁子、小室正幸、伊井篤史、島香裕、峰恵研、浦野祐介
- その他声の出演（NHK版）村治学、諸角憲一、藤原啓治、園江治、木村雅史、緒方愛香、鈴木正和、富坂晶、江川大輔、武虎、斉藤貴美子、小林美佐

## 日本語訳
- ホワイト・ファング 白牙（堺利彦訳 叢文閣 1925年）
- 白い牙（北村喜八訳 新潮社（世界文学全集） 1931年）
- 荒野に生れて 白い牙（本多顕彰訳 岩波文庫 1936年 のち「白い牙」に改題）
- 白い牙（山本政喜訳 万有社 1950年 のち角川文庫）
- 白い牙（阿部知二訳 東京創元社（世界大ロマン全集） 1957年）
- 白い牙（白石佑光訳 新潮文庫 1958年）
- 白い牙（鈴木幸夫訳 旺文社文庫 1972年）
- 白い牙（辺見栄訳 講談社（世界動物文学全集 30） 1981年）
- 白牙（辻井栄滋訳 社会思想社（現代教養文庫） 2002年）、ジャック・ロンドン選集2・本の友社 2005年）
- 白い牙（深町眞理子訳 光文社古典新訳文庫 2009年）